# IIP (プログラム)
IIP (Invisible IRC Project) とは、IRCクライアントを使用し匿名でチャットができるプロキシソフトである。

## 概要
通常IRCクライアントでチャットを行うと自分のIPアドレスが無防備に晒されてしまうが、IIPをプロキシとして使用するとIPアドレスを隠してチャットを行えるようになる。この仕組みはIIPの開発者たちがFreenetプロジェクトのアイディアを参考に暗号プロトコルを実装して可能になった。